# Мошоні-Дуна
Мошоні-Дуна, також Мошонський Дунай (угор. Mosoni-Duna) — річка на північному заході Угорщини та Словаччини, правобережний рукав річки Дунай. Дунай і Мошоні-Дуна обмежують наносний острів Сигеткьоз, особливо сприятливий для землеробства. Відгалужується біля передмість словацької столиці Братислави Русовце (Орошвар) і Чуново (Дуначун) та угорського села Дунакіліті і впадає в Дунай біля села Венек. Тече по медьє Дьєр-Мошон-Шопрон на низовині Кішальфельд. У Мошоні-Дуна біля міста Мошонмадяровар впадає Лейта, а біля міста Дьєр — Раба.
Мошоні-Дуна повертає на південь від головного русла Дунаю безпосередньо перед місцем, де вздовж цього русла починає проходити словацько-угорський кордон. Кордон простягається на 60 км, однак, через звивисте русло, довжина річки становить 180 км. Витрата води стабільна і на всій довжині становить близько 40 м³/с.